# 海陵大堤
海陵大堤，别称海陵岛连岛大堤，是一条位于中華人民共和國广东省阳江市江城区的海堤，北以平冈镇旧冲口西岸为起点，南止海陵岛北部大洲，跨越海陵湾。大堤全长4.625公里，路基宽为32米，路面行车道宽22.5米，是连接该岛与大陆最早的陆路通道。
海陵大堤于1958年12月8日动工，1966年7月1日建成通车。2008年，大堤受台风“黑格比”影响几乎摧毁，2009年4月28日完成重建。2012年12月大堤拓宽工程动工，2014年4月21日竣工，新建一侧堤坝并拓宽至双向四车道，由二级公路提升至一级公路。

## 概况
大堤北起阳江市平冈镇平冈镇旧冲口西岸，跨越海陵湾，向南止于海陵岛北部大洲，全长4.625公里，于1958年12月8日动工建设，1966年7月1日竣工通车。系为改善岛内淡水资源匮乏、岛上居民出行和岛民经济状况而建，大堤内部西侧设有渡槽，原计划引漠阳江水至岛内灌溉用，但从该槽取水成本过于昂贵，槽引流量不足且渠系尚未完善，该渠仅用一次就被弃用。
大堤建成结束了海陵岛与大陆摆渡交通历史，在2022年海陵岛大桥通车前是该岛连接大陆唯一陆上通道，推动当地经济发展，其周围形成一片生态湿地，秋冬吸引鸟群迁徙栖息。同时也是目前广东省境内最长的连陆海堤。

## 主要事件

### 初期建设
|                       | 一道长堤接翠微。 |
| ——陶铸， 《访海陵岛》 |                  |

1958年，大堤在省委与当地政府支持下动工，原堤几乎完全由人力建设，且每日投入逾千人进行施工。1962年，海陵大堤完成首次合龙，台风“温黛”袭击阳江，大堤被冲开近900米缺口，堤体砌石损毁，建材被海浪裹挟冲散，几乎没有完整路段存留，工程首次受挫。三年困难时期，修复被迫暂停，至1964年8月重启建设。1965年7月，尚未建成的堤坝受到台风与特大海潮袭击，损失惨重。广东省领导灾后与专家制定修复计划，并于同年11月动工重建。修复工程累计填筑约168万方土石，共历时8个月，于1966年7月1日竣工通车，同日举行竣工会。

### 风灾重建
2008年9月24日，台风“黑格比”袭击广东南部，海陵大堤遭受严重破坏，输电铁塔倒塌，路基多处被冲毁，形成14处缺口，堤体断裂成8段，损毁长度超过1137米，两侧护坡大面积坍塌。大堤交通完全中断，电力、自来水和通信设施瘫痪，岛内10万居民被困，海陵岛再次成为“孤岛”。当地政府紧急恢复轮渡服务。并投入大量机械设备与人力进行抢修，修复路基并铺设临时车道，于10月5日限时恢复通车。
该堤原堤建筑工艺落后，抗风性能羸弱问题逐步凸显，当地曾提出原堤修复与「路改桥」方案，顾及到周围环境问题与港口发展需要，最终选择原堤修复，于2008年11月11日起正式进行加固工程。并报请省政府，将海陵大堤由二级公路升级为一级公路，但当时并未如愿。2009年4月28日修复工作竣工，在当地政府提议的竣工截止时间内完成建设，总耗资7300万元，恢复原二级公路标准，路肩较原堤拓宽，路面抬高约40厘米。

### 路面扩宽
当地政府决定对大堤进行搶險改建，在大堤另一侧修建新堤，将双向两车道扩展至双向四车道，解决大堤两端连接道路均为双向四车道，而大堤为双向两车道的路宽不一致问题，同步拓宽路基与路面，提高海陵大堤的通行能力并缓解旅游旺季时拥堵问题，将原二级公路提升为一级公路，于2012年12月正式动工。工程耗时16个月，于2014年4月21日完工通车。

## 环境影响
大堤对当地生态产生负面影响，其所在的海陵湾海水环流以及自然调节能力受大堤阻隔而减弱，导致湾内海水在枯水期富营养化情况严重，湾内养殖鱼类曾出现大量死亡情况，对当地渔业发展造成冲击。2003年，中国科学院南海海洋研究所指出，堤坝东西侧淤泥堆积导致水体浑浊，大堤东侧污染物淤积尤为严重，湾内水质变差，影响到海滩环境以及附近航道通航，并称：
打开海陵大堤，是解决海陵湾可持续发展的关键所在和必然趋势。——中国科学院南海海洋研究所，《海陵湾可持续发展研究取得重要进展》
2017年，广东省政府与国家海洋局指示提及，计划拆除海陵岛连陆大堤，以促进环境恢复；阳江市政府为海洋生态保护，亦推进「阳江海陵岛连岛大堤拆除可行性前期研究方案工作」，并在次年以「海陵岛连岛大堤潮汐通道打通工程」为名，组织工作会与自然资源部第一海洋研究所在环境压力、技术难度等方面交换意见。
2024年10月16日，阳江市申报中国2025年度海洋生态保护修复工程项目获批。25日，阳江市政府发布新闻公告，计划开展“海堤生态化建设”780米等多个生态修复项目，将由中央与地方共同出资，投入4.26亿元修复当地海域生态。